# Seewoosagur Ramgoolam
Sir Seewoosagur Ramgoolam (1900. szeptember 18. – 1985. december 15.) államférfi, a független Mauritius első miniszterelnöke, később főkormányzója. Őt tartják a mauritiusi nemzet atyjának. 

## Életrajz
Ramgoolam testvére, Ramlall anyagi segítségével Angliába utazott, hogy ott orvosi, majd jogi tanulmányokat folytathasson. A University College London és London School of Economics hallgatója volt. Mielőtt 1935-ben visszatért volna Mauritius szigetére, olyan indiaiakkal ismerkedett meg Londonban, mint Mohandász Karamcsand Gandhi, Dzsaváharlál Nehru vagy akár Rabindranáth Tagore. A következő évben segített megszervezni a Mauritius Munkáspártot, amely általános választójogot és a munkásjogi reformokat szorgalmazott.
1961. szeptember 26-tól 1982. június 16-ig miniszterelnöki tisztséget töltött be. Az ő megbízatása alatt, 1968-ban az ország függetlenné vált az Egyesült Királyságtól.
Azzal vádolják, hogy Mauritius függetlenségének kiharcolásának érdekében lemondott a Chagos-szigetcsoportról, hogy Diego Garcián létesíthessenek egy angol-amerikai katonai bázist. 
II. Erzsébet királynő 1983. december 28-án nevezte ki Mauritius főkormányzójává, és ezt a tisztséget haláláig be is töltötte.
1985. december 15-én, 85 éves korában a Château du Réduit Nemzeti Palotában halt meg egészségügyi komplikációk következtében. A Munkáspárt vezetését Sir Satcam Boolellnek adta át, ami később fiára, Navin Ramgoolamra szállt, aki két cikluson át (1995–2000 és 2005–2014) volt miniszterelnök.

## Utóélete
A Mauritius nemzetközi repülőteret, valamint a Sir Seewoosagur Ramgoolam Botanikus Kertet is róla nevezték el. Az ország egyik legismertebb és legtiszteltebb személye, számos utcát és intézményt neveztek el személyéről.

## Fordítás
- Ez a szócikk részben vagy egészben  a   Seewoosagur Ramgoolam című francia Wikipédia-szócikk ezen változatának fordításán alapul.  Az eredeti cikk szerkesztőit annak laptörténete sorolja fel. Ez a jelzés csupán a megfogalmazás eredetét és a szerzői jogokat jelzi, nem szolgál a cikkben szereplő információk forrásmegjelöléseként.